# Euspondylus simonsii
Euspondylus simonsii är en ödleart som beskrevs av  George Albert Boulenger 1901. Euspondylus simonsii ingår i släktet Euspondylus och familjen Gymnophthalmidae. Inga underarter finns listade i Catalogue of Life.